# تهاوادی
تهاوادی (به لاتین: Thavadi) یک منطقهٔ مسکونی در سری‌لانکا است که در استان شمالی (سری‌لانکا) واقع شده‌است.